# Daéna

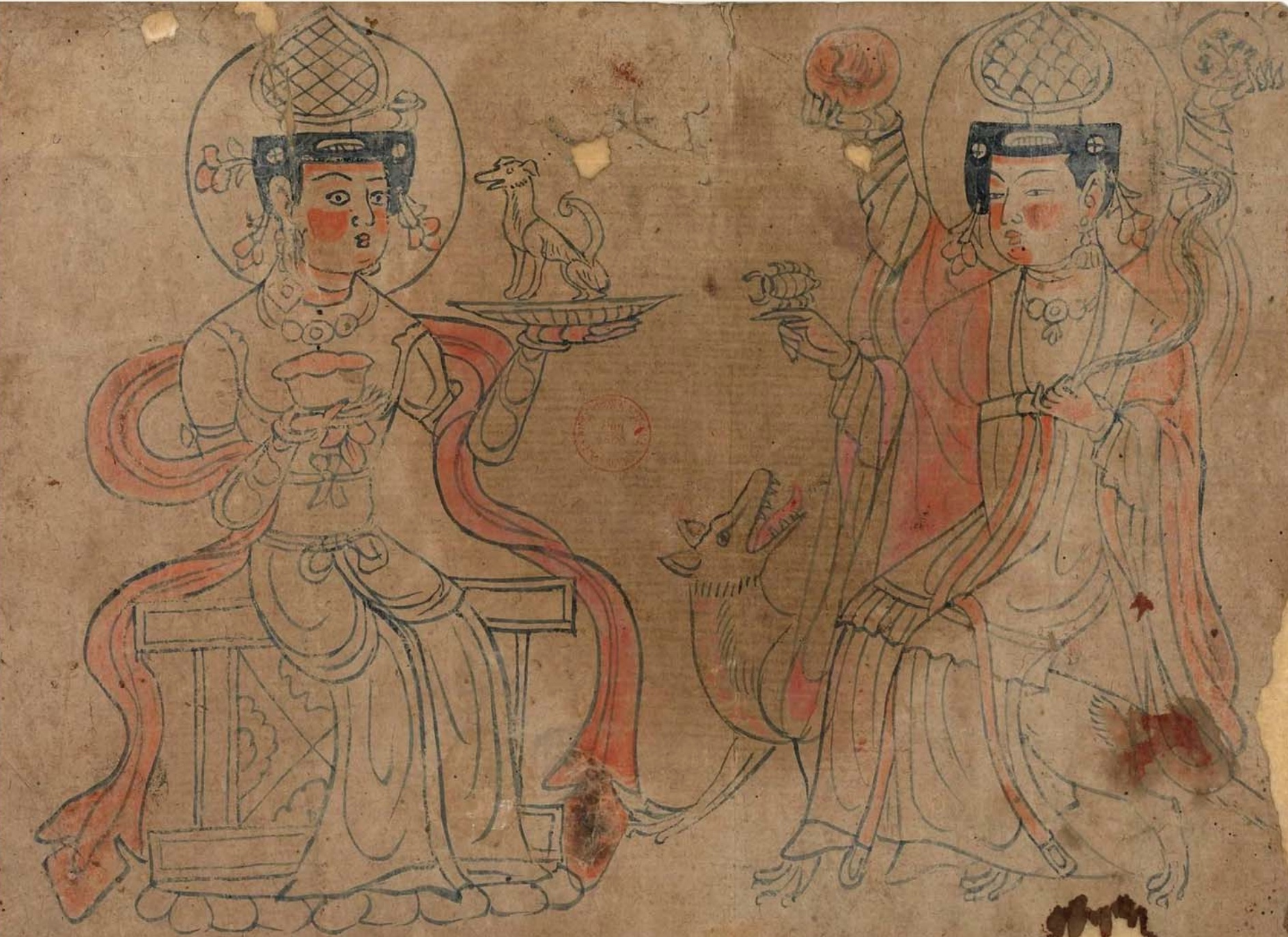
Sogdijské bohyně, sogdijská kresba dvou bohyň, pravděpodobně dobré Daény (vlevo) a špatné Daény či bohyně Nany, 10. století, Tun-chuang, Čína

Daéna, středopersky dén, je zarathuštrická jazata - bohyně a zároveň náboženské smýšlení jedince, později personifikované jako osobní daéna každého člověka. Jako bohyně je dcerou Ahura Mazdy a Ármaiti. Pojmem daéna mazdajasniš „daéna uctívačů Mazdy, středopersky dén í mazdésnán, je také starým označením zarathuštrismu. Pojem daéna je blízký pojmům fravaši „pevná volba“ a urvan „duše“.
Avestánský pojem daéna znamená přibližně „(náboženské) nazírání, víra“ a v Avestě označuje náboženské smyšlení člověka a etickou stránku jeho myšlenek a činů, především rituálních úkonů. Podle Hadócht nasku se daéna zjevuje tři dny po smrti člověka. Pokud byl stoupencem Pravdivosti  má podobu krásné dívky a převede jej přes most Činvat, pokud byl stoupencem Klamství má podobu odporné ženy a nijak mu nepomůže a tak zemřelý skončí v temnotách.